# Dobberzin

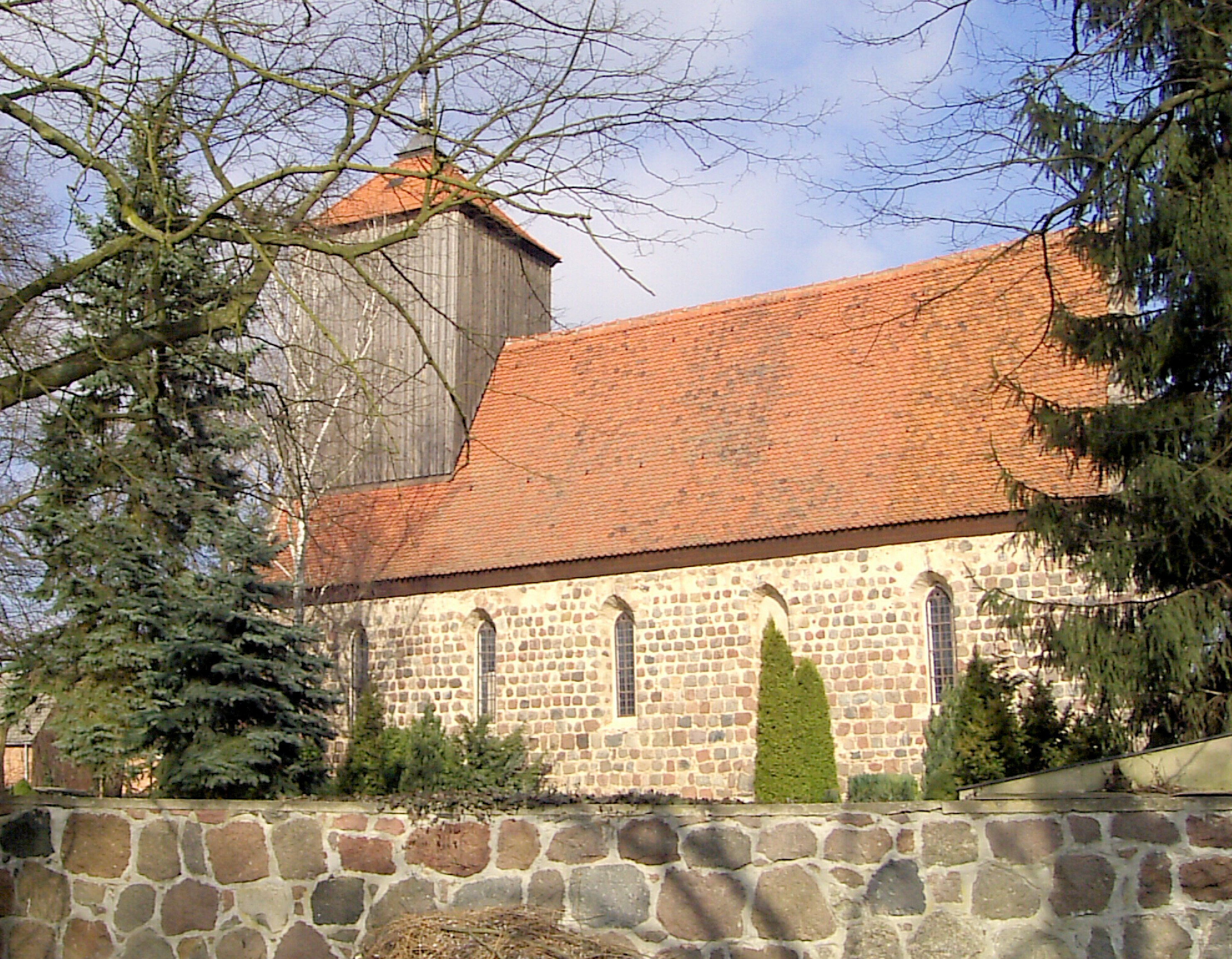
Feldsteinkirche in Dobberzin

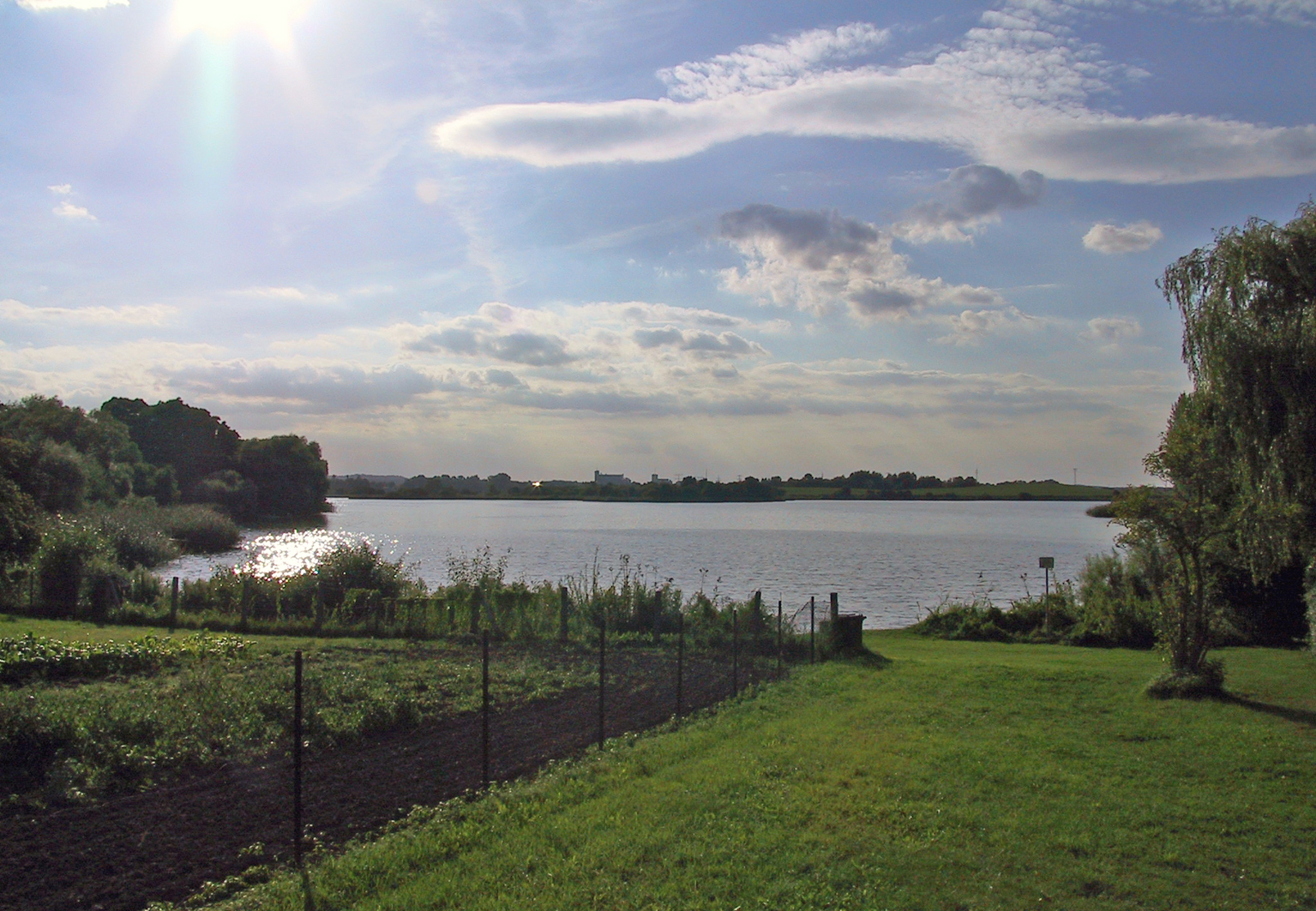
Mündesee von Dobberzin aus gesehen

Dobberzin mit etwa 400 Einwohnern ist seit 1974 ein Stadtteil von Angermünde. Das Dorf liegt beiderseits der Bundesstraße 2 von Angermünde nach Schwedt am Südostrand der Uckermark im Nordosten Brandenburgs.
Die Umgebung Dobberzins ist hügelig und von weiten Feldfluren, Seen und Wiesen gekennzeichnet. Der größte See ist der Mündesee, dessen Ostspitze vom Ort und einer Wochenendhaussiedlung umgeben ist. Zu den Seen in der unmittelbaren Umgebung zählen der Petschsee, der Dobberziner See und der Mudrowsee.

## Geschichte
Der Ortsname Dobberzin geht vermutlich auf das slawische Wort „dobr-sin“ zurück, was so viel bedeutet wie „Ort eines Wenzel“.
Die Ortsgründung wird um 1250 vermutet, 1314 ist Dobberzin bereits als Kirchdorf belegt. Zwischen 1480 und 1625 waren die Herren von Greiffenberg Besitzer Dobberzins, von 1625 bis 1872 die Herren von Buch. Der Rittersitz brannte 1687 nieder, dadurch fielen die zugehörigen Bauernhöfe sowie der Braukrug wüst.
Vor dem Dreißigjährigen Krieg (1578) zählte man in Dobberzin 16 Bauern, 13 Kossäten, 1 Schmied, 1 Pachtschäfer und einen 1 Hirten, durch den Krieg und die Pest sank die Einwohnerzahl des Ortes in den folgenden Jahren stark ab. Erst lange nach dem Krieg (1734) konnten diese Zahlen wieder annähernd erreicht werden, damals zählte man 10 Bauern, 13 Kossäten, 2 Häuslinge, 1 Schmied, 1 Schäfer und 3 Hirten.
Für 1861 ist eine Einwohnerzahl von 260 überliefert. Nach dem Zweiten Weltkrieg wurden etwa 700 ha Landbesitz enteignet und durch Neubauern aufgesiedelt. Bereits 1955 wurde eine LPG gegründet.

### Eingemeindung
Am 1. Januar 1974 wurde Dobberzin nach Angermünde eingemeindet. Seine Einwohnerzahl betrug zu jenem Zeitpunkt 320.

## Feldsteinkirche
Die Dobberziner Feldsteinkirche stammt aus der zweiten Hälfte des 13. Jahrhunderts. Das Rundfenster über dem Portal in der Westfassade ist bei uckermärkischen Dorfkirchen dabei eher selten anzutreffen. Der Dachturm ist mit Brettern verkleidet, die Glocke kam 1885 aus Stettin.
Neben dem erhaltenen Taufe-Fragment aus der Zeit des Kirchenbaues ist der Kanzelaltar mit seinen aufwändigen Schnitzereien bemerkenswert.

## Bürgermeister
Der Ortsbürgermeister Dobberzins ist Wilfried Belde.
Das Vereinsleben im Ort wird bestimmt vom Dorfverein Dobberzin e. V. und dem SV Grün-Weiß e. V. Dobberzin.